# 나카가와 유지
나카가와 유지(일본어: 中川 雄二, 1978년 10월 22일 ~ )는 일본의 전 축구 선수이다.

## 구단 경력
과거 카탈레 도야마에서 활동하였다.

## 국가대표팀 경력
그는 1995년 FIFA U-17 세계 축구 선수권 대회에 참가할 일본 U-17 국가대표팀에 선발되었으나 경기에 출전하지는 못하였다.